# 地底の城砦
「地底の城塞」(The Sunless Citadel)はダンジョンズ&ドラゴンズ第3版ロールプレイングゲーム用のアドベンチャーである。

## プロット要約
この32ページ（本文）の本は2ページの導入で始まる。冒険に基づいた背景が提供され、プロットは以前に地球の年齢層に埋もれてしまった城塞を含み、そして地底の城塞として知られるようになった。城塞の中心部には恐ろしい「ガルシアスの木」が成長しており、異常なドルイドの追放者ベラックを保護している。木は魔法の生命力を与える（そして生命力を吸い取る）果実を産み、トウィグ・ブライトと呼ばれる悪のクリーチャーとなる。冒険の始まりはプレイヤーキャラクターが城塞の近くにあるオークハーストの町に滞在中に城塞についての噂を聞きつけるところからである。冒険の大部分はキャラクターが城塞の探検と、城塞に住み着いているコボルドやゴブリンといった悪意のあるクリーチャーとの遭遇に焦点が当てられている。キャラクターは最終的に衰退期の木立とその荒廃した群葉に出会い、ガルシアスの木を発見しベラックに遭遇する。ベラックは昔何者かがこの場所でヴァンパイアを殺し、その時に使った木の杭がまだ生きていて、その木の幹が人体を形成し、作られた奴隷は完全に私の意志に従属すると説明する。3ページ分ある付録には冒険で遭遇するクリーチャーや、3つの新しいマジックアイテム、そしてトウィグ・ブライトの能力が記載されている。

## 出版履歴
本書は2000年に出版され、作者はブルース・コーデル、カバーアートはen:Todd Lockwoodそして本文アートはen:Dennis Cramerである。2003年には日本語版が出版された。
2017年に出版された第5版用のシナリオ集、『テイルズ・フロム・ザ・ヨーイング・ポータル』に、第5版用に修正された上で収録された。2018年に発行されたその日本語版、『大口亭綺譚』に収録された。

## 評判
Dungeon Master for DummiesはThe Sunless Citadelを第3版アドベンチャーのベスト10にリストアップした。